# A-Ya
 (février 2022).
Si vous disposez d'ouvrages ou d'articles de référence ou si vous connaissez des sites web de qualité traitant du thème abordé ici, merci de compléter l'article en donnant les références utiles à sa vérifiabilité et en les liant à la section « Notes et références ».
A-Ya (russe : a-Я - журнал неофициального русского искусства (litt. "magazine de l'art non officiel russe"  ; l'alphabet cyrillique commence par la lettre "А" et se termine par la lettre "Я" ou Ya), était une revue d'art russe underground trilingue (anglais, français, russe). A-Ya était élaborée illégalement en Union soviétique, puis publiée à Paris de 1979 à 1986, début de la perestroïka.
Les rédacteurs étaient Aleksandr Sidorov (ru) (sous le pseudonyme de Alekseï Alekseïev) à Moscou et Igor Chelkovskii (ru) à Paris. A-Ya a été distribué aux États-Unis par Alexander Kosolapov à New York. Il se composait de 60 pages au format A4. Il y avait 3 000 exemplaires par édition (la première édition en comptait 7 000). A-Ya était imprimé en couleur et en noir et blanc.
Magazine informel, A-Ya a ouvert au monde l'art non conformiste soviétique et l'art russe contemporain, pratiquement inconnus du public, qui ont dominé pendant de nombreuses années les principaux lieux d'exposition et les ventes aux enchères du monde. C'est grâce à A-Ya que les gens ont entendu pour la première fois les noms d'Erik Boulatov, Ilia Kabakov, Dmitri Prigov, Oleg Vassiliev, Ivan Semionovitch Tchouïkov (de), Francisco Infante-Arana (en), Komar et Melamid, Dmitri Prigov, Konstantin Viktorovitch Zvezdotchiotov (de), Vagrich Bakhchanyan, Vladimir Sorokine, Leonid Sokov.
En 2004, l'ensemble de la collection a été réimprimé en un seul volume par ArtChronika (en), avec une nouvelle introduction de Chelkovskii, sous le titre A-YA - Unofficial Russian Art Review : 1979-1986  (ISBN 9785902647010).